# Ultimate (Pet Shop Boys)
Ultimate is een compilatiealbum van de Pet Shop Boys dat hun grootste hits samenbrengt op één cd. Het reguliere album telt 19 tracks. Het gaat om 18 (hit)singles uit de periode 1985 tot en met 2009, aangevuld met één nieuw nummer: Together. Dat nummer is ook op single uitgebracht ter promotie van het album.
Naast de reguliere versie van het album is er ook een editie in beperkte oplage, die een extra dvd bevat met clips van televisieoptredens en een registratie van een optreden op het Glastonbury Festival in 2010.

## Tracklisting

### Cd en download
1. "West End Girls"
2. "Suburbia"
3. "It's a Sin"
4. "What Have I Done to Deserve This?" (met Dusty Springfield)
5. "Always on My Mind"
6. "Heart"
7. "Domino Dancing"
8. "Left to My Own Devices"
9. "Being Boring"
10. "Where the Streets Have No Name (I Can't Take My Eyes Off You)"
11. "Go west"
12. "Before"
13. "Se a vida é (That’s the Way Life Is)"
14. "New York City Boy"
15. "Home and Dry"
16. "Miracles"
17. "I'm with Stupid"
18. "Love Etc."
19. "Together"

### Dvd
1. "West End Girls" (Top of the Pops, 15/12/85)
2. "Love Comes Quickly" (Top of the Pops, 20/03/86)
3. "Opportunities (Let's Make Lots of Money)" (BBC 2's Whistle Test, 29/04/86)
4. "Suburbia" (Top of the Pops, 02/10/86)
5. "It's a Sin" (Top of the Pops, 25/06/87)
6. "Rent" (Top of the Pops, 22/10/87)
7. "Always on My Mind" (Top of the Pops, 10/12/87)
8. "What Have I Done to Deserve This?" (Brit Awards, 08/02/88)
9. "Heart" (BBC 1's Wogan, 30/03/88)
10. "Domino Dancing" (Top of the Pops, 22/09/88)
11. "Left to My Own Devices" (Top of the Pops, 01/12/88)
12. "So Hard" (BBC 1's Wogan, 28/09/90)
13. "Being Boring" (Top of the Pops, 29/11/90)
14. "Can You Forgive Her?" (Top of the Pops, 10/06/93)
15. "Liberation" (Top of the Pops, 07/04/94)
16. "Paninaro '95" (Top of the Pops, 03/08/95)
17. "Se a Vida é (That's the Way Life Is)" (Top of the Pops, 02/12/03)
18. "A Red Letter Day" (Top of the Pops, 28/03/97)
19. "Somewhere" ('Top of the Pops, 04/07/97)
20. "I Don't Know What You Want But I Can't Give It Any More" (Top of the Pops, 30/07/99)
21. "New York City Boy" (Top of the Pops, 08/10/99)
22. "You Only Tell Me You Love Me When You're Drunk" (Top of the Pops, 14/01/00)
23. "Home and Dry" (Top of the Pops, 29/03/02)
24. "I Get Along" (Top of the Pops 2, 17/04/02)
25. "Miracles" (Top of the Pops, 14/11/03)
26. "Flamboyant" (Top of the Pops, 19/03/04)
27. "I'm with Stupid" (Top of the Pops, 23/04/06)
28. Live at Glastonbury 2010 (BBC Three 26/06/10)